# Maison Beaucorps
La maison Beaucorps est une habitation ancienne située sur la commune du Croisic, dans le département français de la Loire-Atlantique.

## Présentation
La maison Beaucorps a servi de camp d'internement pendant la Seconde Guerre mondiale.

### Historique
Le préfet de Loire-Inférieure, par ordre des Autorités d'Occupation, établit au Croisic le premier centre de séjour surveillé du département destiné aux militants communistes et « extrémistes ». De janvier à avril 1941, ce centre fonctionne dans la maison Beaucorps, réquisitionnée rue Porte Moreau.
Le premier transfert d'internés a lieu le 7 janvier 1941 depuis la prison Lafayette de Nantes. Jusqu'à 27 personnes y sont consignées sous la garde des gendarmes locaux. Le camp du Croisic, considéré comme trop petit, est remplacé par le camp de Choisel, à Châteaubriant. Parmi les internés, Gabriel Besnier, retraité des chemins de fer, décède de maladie au centre du Croisic le 6 mars 1941 à l'âge de 51 ans.